# Catherine Hiegel

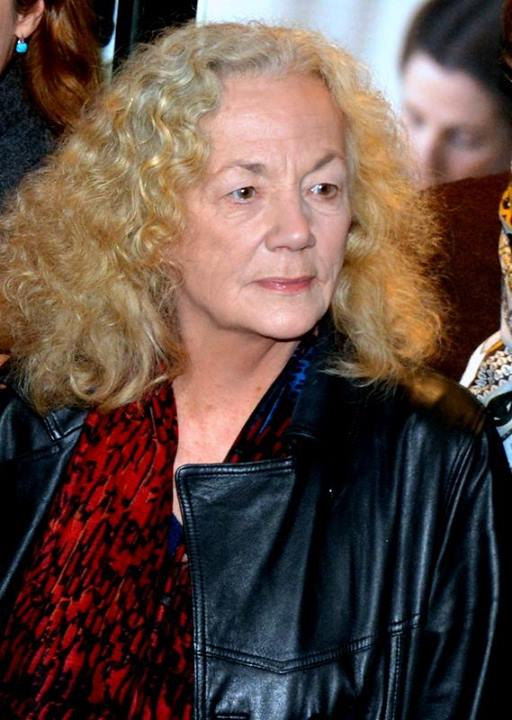
Catherine Hiegel (2013)

Catherine Hiegel (* 10. Dezember 1946 in Montreuil) ist eine französische Schauspielerin.

## Leben
In Frankreich ist Catherine Hiegel, Tochter des Radiomoderators und Musikkritikers Pierre Hiegel (1913–1980), eine bedeutende Theaterschauspielerin. Sie ist Mitglied der Comédie-Française und arbeitete unter anderem unter Dario Fo und Patrice Chéreau. 2007 erhielt sie für ihren Part in le Retour au désert den renommierten französischen Theaterpreis Molière als beste Nebendarstellerin.
In Deutschland ist sie vor allem bekannt durch Étienne Chatiliez’ Das Leben ist ein langer, ruhiger Fluß (1988): Von ihrem Liebhaber (Daniel Gélin) verschmäht, vertauscht sie als Krankenschwester Josette zwei Babys unterschiedlicher sozialer Herkunft und genießt am Ende ihre Rache. Weitere Filmerfolge sind Pierre Granier-Deferres Ertrinken verboten (1987), Luc Bérauds Geliebte verborgt man nicht (1988), Josiane Balaskos Mein Leben ist die Hölle (1991), Tout le monde n'a pas eu la chance d'avoir des parents communistes (1992), Eine Frau für Zwei (1995) und vor allem Jean-Jacques Zilbermanns jüdische Schwulenkomödie Männer sind auch nur Frauen (1998).

## Filmografie (Auswahl)
- 1980: Ein Blatt Liebe (Une page d’amour)
- 1986: Die Liebe der Florence Vannier (L’état de grâce)
- 1987: Ertrinken verboten (Noyade interdite)
- 1988: Das Leben ist ein langer, ruhiger Fluß (La vie est un long fleuve tranquille)
- 1988: Geliebte verborgt man nicht (La petite amie)
- 1991: Mein Leben ist die Hölle (Ma vie est un enfer)
- 1995: Eine Frau für Zwei (Gazon maudit)
- 1996: Julie Lescaut (Fernsehserie, 1 Folge)
- 1998: Männer sind auch nur Frauen (L’homme est une femme comme les autres)
- 2009: Das verrückte Liebesleben des Simon Eskenazy (La folle histoire d’amour de Simon Eskenazy)
- 2008: Rekruten des Todes (Secret défense)
- 2011: Der Kuss des Schmetterlings (Un baiser papillon)
- 2012: Adieu Berthe
- 2013: Violette
- 2015: Neun Tage im Winter (Neuf jours en hiver, Fernsehfilm)
- 2022: Der große Zauber (La grande magie)